# Триоп (Аргос)
Вижте пояснителната страница за други значения на Триоп.
Триоп (на старогръцки: Τριόπας, Triopas) в гръцката митология е цар на Аргос. Той е син на Форбант и Евбея. Неговите деца са Иас, Агенор, Месена, Пеласг и Ксантос. След него на трона на Аргос идва син му Иас (Iasos).